# Pulvinar (ZNS)
Das Pulvinar (von lat. pulvinar „Polster“) ist eine große Kerngruppe im Thalamus. Sie nimmt das kaudale Drittel dieses Zwischenhirnteils ein. Das Pulvinar kann in vier Kerne unterteilt werden: Nucleus pulvinaris anterior, Nucleus pulvinaris inferior, Nucleus pulvinaris lateralis und Nucleus pulvinaris medialis.
Die funktionelle Bedeutung des Pulvinars ist nicht vollständig geklärt. Nach Platzer et al. erhält es keine zuführenden Bahnen (Afferenzen) von Hirnregionen außerhalb des Zwischenhirns, weshalb es als Integrationszentrum angesehen wird, in dem Informationen innerhalb des Thalamus verarbeitet werden. Das Pulvinar bezieht Afferenzen aus dem seitlichen Kniehöcker, von Kollateralen aus dem Sehnerv und vermutlich auch aus dem medialen Kniehöcker. Nach Pera et al. gibt es Afferenzen aus der Seh- und Hörbahn, dem Hirnstamm und der Sehrinde.
Das Pulvinar unterhält reziproke Punkt-zu-Punkt-Verbindungen zu den Assoziationsgebieten im Parietal- und im dorsalen Temporallappen. Damit spielt er wahrscheinlich eine große Rolle bei der Verarbeitung von optischen und akustischen Reizen. Zudem ist er mit Hirnarealen verbunden, in denen Sprache und symbolisches Denken stattfinden.
Schädigungen des Pulvinars führen zu Störungen der visuellen Aufmerksamkeit und zu Orientierungsdefiziten (Visueller Neglect). Zudem werden ablenkende Faktoren ungenügend ausgeblendet.